# Trinidad y Tobago en los Juegos Paralímpicos de Londres 2012
Trinidad y Tobago estuvo representado en los Juegos Paralímpicos de Londres 2012 por dos deportistas, un hombre y una mujer. El equipo paralímpico trinitense no obtuvo ninguna medalla en estos Juegos.